# Corvus (krijgskunde)

Corvus.

De corvus (Lat.: raaf) was een Romeinse enterbrug, die de Romeinse marine in de Eerste Punische Oorlog tegen de Carthaagse oorlogsschepen gebruikte.
De corvus was in de 3e eeuw v.Chr. een belangrijke militaire uitvinding van de Romeinse Republiek. In deze tijd beheerste Carthago de westelijke Middellandse Zee en was Rome een landmacht met weinig ervaring in maritieme oorlogsvoering. Omdat de Carthaagse vloot veel meer ervaring had met scheepsmanoeuvres om vijandelijke schepen te kunnen rammen bedachten de Romeinen de corvus. Dit was een soort loopplank met aan het uiteinde een ijzeren punt die aan boord van het vijandelijke schip geworpen kon worden, waarmee de twee schepen aan elkaar werden geklonken en de Romeinse soldaten het vijandelijke schip konden enteren. Hiermee werd de strijd in feite een gevecht op vaste bodem, waarbij de Romeinen in het voordeel waren. De corvus werd met groot succes toegepast in de Slag bij Mylae van 260 v.Chr. Iets later hadden de Romeinse galeien een houten toren op het voorschip met twee loopplanken. Ze werden uitgeworpen op het vijandelijk schip na de ramvaart. Zodoende konden er veel meer soldaten tegelijk overlopen naar het vijandelijk schip.
De Griekse historicus Polybios beschrijft in het eerste boek van zijn Historiën de corvus als een brug van 1,2 meter breed en 10,9 meter lang met aan beide zijden een smalle balustrade. De corvus werd waarschijnlijk op de boeg van het schip gebruikt. Met een systeem van touwen en katrollen kon de brug omlaag en omhoog geklapt worden. Aan het uiteinde van de brug was aan de onderkant een gebogen haak bevestigd, waarmee de brug zich in de beplanking van het dek van een vijandelijk schip vastzette. De enterbrug kreeg de naam corvus "raaf" vanwege de gelijkenis van deze haak met de snavel van een raaf.
De corvus werd maar enkele tientallen jaren gebruikt; na de Slag bij Kaap Ecnomus in 256 v.Chr. wordt deze niet meer vermeld. Waarschijnlijk hadden de Romeinen zich toen de kunst van oorlogsvoering op zee reeds eigen gemaakt. De Slag bij de Egadische Eilanden in 241 v.Chr. werd door de Romeinen zonder gebruik te maken van de corvus gewonnen, maar er zijn aanwijzingen dat de corvus gedurende de hele Eerste Punische Oorlog in gebruik was.